# E471号線
E471号線 (E471ごうせん、英: European route E471) はウクライナ にあり、ムカーチェヴェ – リヴィウを結ぶ、欧州自動車道路のBクラス幹線道路。
- ウクライナ
  - E50号線,E58号線,E81号線 – ムカーチェヴェ
  - E40号線,E372号線 – リヴィウ